# 전주솔내고등학교
전주솔내고등학교(全州솔내高等學校)는 대한민국 전북특별자치도 전주시 덕진구 송천동1가에 있는 공립 고등학교이다.

## 학교 연혁
- 2001년 8월 24일 : 전주송천여자고등학교 설립인가(학년당 10학급, 총 30학급)
- 2001년 11월 25일 : 전주솔내고등학교로 교명 변경
- 2002년 3월 2일 : 한들초등학교내 임시교사에서 개교식 및 입학식
- 2003년 9월 9일 : 현 송천동 신축교사로 이전
- 2024년 2월 6일 : 제20회 졸업식(270명, 누적 6,599명)
- 2024년 3월 4일 : 제23회 입학식(279명)
- 2024년 9월 1일 : 제8대 임병민 교장 부임

## 참고 자료
- 전주솔내고등학교 - 한국교육학술정보원 학교알리미